# 峨眉髭蟾
峨眉髭蟾（学名：Leptobrachium boringii）为角蟾科髭蟾属的两栖动物，俗名胡子蛙、乾气蟆、黑气蟆。

## 特征
体长7—9厘米，体背面蓝褐色或青灰色。体侧和背上有不规则的深色斑点，腹面紫肉色或白色。头部扁而宽，前肢长，后肢较短，趾间有蹼。雄蟾上颌边缘有黑色角质刺10—16根，一般为12根，沿上唇缘排列成一弧形。雌蛙只在唇缘的相应部位出现十多个米色斑点。
最为特殊的是，除“胡子”外，还有一双大眼球的色彩，眼球占1/3的上半部呈蓝绿色，下半部为深棕色。雄娃无声囊和指垫。到春二三月繁殖季节，它的手臂长粗壮，“胡子”也长出来。过此繁殖季节，手臂变细，刺开始脱落。

## 分布
峨眉髭蟾是中国的特有物种。分布于湖南、四川、贵州等地，常栖息于山坡或田坎之石缝内或草堆下。其生存的海拔范围为700至1700米。该物种的模式产地在四川峨眉山。